# Hexoplon venus
Hexoplon venus là một loài bọ cánh cứng trong họ Cerambycidae.